# 山本隆三
山本 隆三（やまもと りゅうぞう、1951年 - ）は、日本の経済学者、経営学者、常葉大学名誉教授。国際環境経済研究所所長。

## 来歴
香川県生まれ。京都大学工学部を卒業し、住友商事入社。石炭部副部長、地球環境部長などを経て、2008年プール学院大学国際文化学部教授。2010年富士常葉大学総合経営学部教授、2013年常葉大学経営学部教授。2016年国際環境経済研究所所長。2021年常葉大学経営学部名誉教授。
国立研究開発法人新エネルギー・産業技術総合開発機構ＪＣＭ実証事業採択委員会委員兼技術委員、日本商工会議所エネルギー・環境委員会学識委員、21世紀政策研究所2020年以降の日本の温暖化対策のあり方検討委員会委員、財務省東海財務局財政モニター、アジア太平洋研究所主席研究員。
日本電気協会「これからのエネルギー委員会」委員。

## 著書
- 『企業の意思決定のためのやさしい数学』講談社+α新書 2002
- 『図解外国企業・海外事業の仕組みと常識 英国企業にPresidentはいない』講談社+α新書 2002
- 『経済学は温暖化を解決できるか』平凡社新書 2009
- 『脱原発は可能か』エネルギーフォーラム新書 2012
- 『電力不足が招く成長の限界』エネルギーフォーラム 2015

### 共著
- 『夢で語るな日本のエネルギー 「新エネ礼賛」「さらば原発」の幻想』鈴木光司共著 マネジメント社 2012
- 『いま「原発」「復興」とどう向き合えばいいのか』佐藤雄平,村井嘉浩,達増拓也,村上憲郎,藤沢数希,澤田哲生,夏目幸明,倉持響子共著 Voice編集部編 PHP研究所 2013